# Fußballtrainer Wulff/Episodenliste
Diese Episodenliste enthält alle Episoden der deutschen Familienserie Fußballtrainer Wulff in der Reihenfolge ihrer Erstausstrahlung im Ersten Deutschen Fernsehen. Zwischen 1972 und 1973 entstanden zwei Staffeln mit insgesamt 26 Episoden.

## Staffel 1
| Nr. (ges.) | Nr. (St.) | Originaltitel          | Erstausstrahlung D | Gastauftritte (Auswahl)                                                                    |
| --- | --------- | ---------------------- | ------------------ | ------------------------------------------------------------------------------------------ |
| 1 | 1         | Irrtum, Herr Professor | 27. Okt. 1972      | Otto Kurth, Elisabeth Neumann-Viertel                                                      |
| Harry Wulff übernimmt nach Engagements in den Niederlanden und den Vereinigten Staaten das Traineramt beim abstiegsbedrohten Bundesliganeuling FC Neuenberg. Nach einer harten Trainingswoche gelingt durch einen knappen Auswärtssieg bei Hannover 96 der perfekte Auftakt. Am Bahnhof verabschiedet Wulff den Chemieprofessor und Nobelpreisträger Winter, den er zu Beginn bei der Anreise mit dem Zug nach Neuenberg kennengelernt hatte. |           |                        |                    |                                                                                            |
| 2 | 2         | Brot und Spiele        | 3. Nov. 1972       | Herbert Steinmetz                                                                          |
| Die Defizite der Mannschaft werden offenkundig. Dem Ausnahmestürmer Peter Lowitz fehlt mit Herbert Falke der Vorlagengeber der Aufstiegssaison. Wulff gelingt es mit einiger Mühe, den zurückgetretenen Falke zu reaktivieren. Dazu bedarf es der Überzeugungsarbeit bei Falkes Ehefrau. Zudem kann Wullf mithilfe von Masseur Shorty Timmermann den zunächst widerwilligen Vereinsmäzen und Bauunternehmer Klingenbach überreden, eine Auftragssicherung für die von Falke betriebene Bauschreinerei über zwei Jahre zu gewährleisten. Danach gibt auch Falkes Schwiegervater seinen Widerstand auf. Im Heimspiel gegen den VfB Stuttgart kann Falke nach seiner Einwechslung Lowitz mit einem Anspiel so bedienen, dass dieser den späten Ausgleichstreffer erzielt. |           |                        |                    |                                                                                            |
| 3 | 3         | Reserve hat Wut        | 10. Nov. 1972      | Dagmar Heller, Manfred Sexauer                                                             |
| Ersatztorwart Klaus Avenoff ist wegen fehlender Einsatzzeiten frustriert. Als Wulff trotz einer Verletzung von Stammtorhüter Wolfgang Unger im Spiel gegen Werder Bremen auf eine Auswechslung verzichtet, sucht Avenoff das Gespräch mit dem Trainer. Wulff mag der Forderung Avenoffs nicht nachkommen, die Torhüter in Spielen alternierend einzusetzen, betont aber die Wichtigkeit seines erfahrenen Ersatzspielers für den Erfolg der Mannschaft. Avenoffs Frustration bekommt auch dessen Ehefrau zu spüren, der Avenoff fehlendes Verständnis und Illoyalität vorwirft. Bei einem Kneipenbesuch wird Avenoff von anderen Gästen provoziert und lässt sich zu einer Schlägerei hinreißen, infolge derer er sich die Mittelhand bricht. Dies teilt er Wulff am Telefon mit, als dieser ihn anstelle des grippeerkrankten Ungers für das Spiel gegen Borussia Mönchengladbach einsetzen möchte. |           |                        |                    |                                                                                            |
| 4 | 4         | Aus bester Familie     | 17. Nov. 1972      | Marlies Schönau, Wolfgang Amerbacher, Anita Lochner, Heinz Schimmelpfennig                 |
| Der junge Stammtorwart Wolfgang Unger stammt aus wohlhabendem Elternhaus. Seine überfürsorgliche Mutter bemüht sich, ihn von der Fußballkarriere abzubringen. Stattdessen soll der einzige Sohn studieren und in die Fußstapfen seines Vaters treten. Da weder sie noch sein Vater ihn vom Fußballspielen abhalten können, macht sie Ungers Freundin ein finanzielles Angebot, damit diese ihn von der Notwendigkeit einer beruflichen Umorientierung überzeugt; jedoch vergeblich. Der kaum von einer Grippe genesene Unger hat in der Begegnung mit Borussia Mönchengladbach einen rabenschwarzen Tag. Um den Konflikt mit seinen Eltern zu beenden, bietet ihm Trainer Wulff an, parallel zur Fußballkarriere zu studieren. Unger zieht aus dem elterlichen Zuhause aus, um sich der Umklammerung durch seine Mutter zu entziehen. |           |                        |                    |                                                                                            |
| 5 | 5         | Hinter dem Totengrund  | 24. Nov. 1972      | Manfred Reddemann, Peter Drescher                                                          |
| Mittelfeldspieler Heinz Kudrowski wird von seiner kriminellen Vergangenheit eingeholt. Zwei ehemalige Kumpane zwingen ihn mit körperlicher Gewalt, ihnen bei einem Einbruch behilflich zu sein. Kudrowski kundschaftet bei einem festlichen Empfang im Privathaus von Vereinsmäzen Klingenbach Lage und Typ eines Tresors mit wertvollem Inhalt aus. Masseur Shorty Timmermann, dem dies nicht verborgen bleibt, drängt Kudrowski, sich Trainer Wulff anzuvertrauen. Wulff konfrontiert danach Kudrowskis Kumpane im Beisein der gesamten Mannschaft mit seiner Kenntnis zum geplanten Einbruch und kann diesen so verhindern. |           |                        |                    |                                                                                            |
| 6 | 6         | 45 Pferde              | 1. Dez. 1972       | Hanni Stadler, Oscar Heiler, Erika Wackernagel                                             |
| Die Familien von Stürmer Peter Lowitz und seiner Freundin Fanny Huber sind Weinbauern. Die Väter liegen im Dauerstreit, der auch vor Gericht ausgetragen wird. Als Lowitz seinen Heimatort anlässlich des 50. Geburtstages seines Vaters besucht, schlägt sein Vater das Geburtstagsgeschenk aus, einen Schlepper der Baureihe Unimog, nachdem dessen Sohn ihm eröffnet, Fanny Huber heiraten zu wollen. Auch Fannys Vater weist erzürnt das Angebot zurück, als Peter im Gegenzug für den Unimog die Erlaubnis zur Heirat mit Fanny einfordert. Fanny verlässt den elterlichen Hof und zieht zu Peter nach Neuenberg. Harry Wulff rät seinem Stürmer, den Unimog zu gleichen Teilen an beide Väter zu überschreiben. Unter Mitwirkung des Dorfpfarrers gelingt die Aussöhnung am Tag der Hochzeit. |           |                        |                    |                                                                                            |
| 7 | 7         | Zum Fischen nach Split | 8. Dez. 1972       | Josif Tatić                                                                                |
| Der junge Außenstürmer Milo Palonka arbeitet nach einer für ihn unerfreulichen Spielzeit in Chicago wieder als Fischer in seiner jugoslawischen Heimat. Trainer Wulff, durch den Tipp eines befreundeten englischen Trainers aufmerksam gemacht, nutzt eine Länderspielpause, um Palonka in Split aufzusuchen und ihn für den FC Neuenberg zu verpflichten. Palonka erklärt sich bereit, neben einem Gehalt zum Preis für ein Handgeld, eine bereitgestellte Wohnung und ein neues Fischerboot für seinen Vater ab der kommenden Saison für Neuenberg aufzulaufen. In Wulffs Abwesenheit versucht der Spielervermittler Pernecker, den nicht abgeneigten Torjäger Peter Lowitz abzuwerben. Als Wulff nach seiner Rückkehr davon erfährt, stellt er Lowitz zur Rede. Lowitz lehnt ein Treuebekenntnis für den FC Neuenberg ab, versichert aber, alles für den Klassenerhalt des Vereins zu geben. Einen Beweis dafür liefert er mit seiner Leistung gleich im nächsten Spiel gegen Borussia Dortmund, in dem er kurz vor Schluss durch einen Kopfballtreffer den Ausgleich erzielt. |           |                        |                    |                                                                                            |
| 8 | 8         | Komm, komm, Casanova   | 15. Dez. 1972      | Ursula Blauth, Ingrid Kelemen                                                              |
| Mittelfeldspieler Hannes Kantor ist der Casanova und Lebemann des FC Neuenberg. Vor dem Spiel gegen Bayern München entfernt er sich unerlaubt aus dem Mannschaftshotel, um sich mit einer hübschen Blondine ins Nachtleben zu stürzen. Eine von Trainer Wulff ausgesprochene Geldstrafe bleibt ihm erspart, da er trotz der Eskapade bei der 1:4-Niederlage bester Neuenberger ist und den Ehrentreffer erzielt. Um ihn dennoch zu maßregeln, lotst Masseur Shorty Timmermann unter einem Vorwand vier von Kantors Damenbekanntschaften unabhängig voneinander in ein Lokal, wo sie gemeinsam den Frauenheld antreffen. Der erhoffte Eklat für Kantor bleibt aus und Timmermann als entlarvter Urheber sieht sich dem Gespött des Spielers und seiner Begleiterinnen ausgesetzt. Als Kantor wenig später nach einem Unfall im Krankenhaus liegt und die Presse das Ende seiner Karriere als gutbezahlter Profi kolportiert, meidet ihn eine nach der anderen Verehrerin. Kantor erkennt, dass nicht er selbst, sondern seine Spendierfreudigkeit die Damenwelt angezogen hat. Nur die Zuneigung einer der jungen Frauen, die ihn als Einzige am Krankenbett besucht, erweist sich als aufrichtig. |           |                        |                    |                                                                                            |
| 9 | 9         | Das Kuckucksei         | 22. Dez. 1972      | Gerhard Hartig, Joost Siedhoff, Robert Naegele, Alexis von Hagemeister, Hertha von Walther |
| Heinz Kudrowski gerät vor einem wichtigen Auswärtsspiel bei einem Abstiegskonkurrenten unter Verdacht, im Mannschaftshotel einen Schmuckdiebstahl begangen zu haben. Die durch einen anonymen Anrufer verständigten Kriminalbeamten finden den entwendeten Schmuck bei einer Durchsuchung in Kudrowskis Koffer. Masseur Shorty Timmermann glaubt, dass Kudrowski ähnlich wie zuvor Englands Nationalspieler Bobby Moore Opfer einer Intrige um ein untergeschobenes Vergehen geworden ist mit dem Ziel, die Mannschaft zu schwächen. Über einen am Tatort gefundenen Putzlappen wird der Hoteldiener, ein fanatischer Anhänger des abstiegsbedrohten Gegners, als wahrer Täter enttarnt. Kudrowski trifft nach seiner Freilassung aus dem Polizeigewahrsam noch rechtzeitig im Stadion ein, um beim Spiel aufzulaufen. |           |                        |                    |                                                                                            |
| 10 | 10        | Totes Kapital          | 29. Dez. 1972      | Gert Haucke, Gert Wiedenhofen                                                              |
| Hannes Kantor erlebt einen sportlichen Höhenflug, was ihn auch als möglichen Werbeträger interessant macht. Ein Model, das er noch aus seiner Sturm-und-Drang-Zeit kennt, vermittelt ihm ein gutdotiertes Fotoshooting für eine Parfümserie. Der vermeintliche Deutschlandchef des betreffenden Kosmetikherstellers bietet ihm überdies gegen eine Kaution von 60.000 DM üppige Zusatzeinnahmen an. Kantor, geblendet von den ihm dafür ausgestellten Bargeldschecks, lässt sich auf das Angebot ein. Trainer Wulff und Shorty Timmermann, denen Kantor davon euphorisch berichtet, wittern einen Betrug. Dieser wird offenkundig, als sich bei einem Bankbesuch herausstellt, dass die Kaution von Kantors Konto abgebucht ist und die ihm im Gegenzug ausgestellten Schecks nicht gedeckt sind. Eine Mitarbeiterin der Bank erinnert sich, dass der Mann, der die Abbuchung vorgenommen hat, ein Flugticket mit sich führte. Wulff, Timmermann und Kantor eilen zum Flughafen und können den Betrüger und den mit ihm konspirierenden Fotografen kurz vor deren Abflug stellen. |           |                        |                    |                                                                                            |
| 11 | 11        | Shortys schnelle Pulle | 5. Jan. 1973       | Hans Georg Panczak, Ilse Künkele                                                           |
| Shorty Timmermann bereitet in der Küche seiner Hauswirtin im Beisein deren Sohnes den Pausentee für die Mannschaft vor. Dabei muss er für ein zwischenzeitliches Telefonat mit Trainer Wulff die Küche verlassen. In einer Behandlungspause während des Spiels nimmt der gefoulte Herbert Falke einen großen Schluck aus der mit dem Tee gefüllten Trinkflasche. Falke dreht in der Folge konditionell auf, bis er unvermittelt mit dem Ball in der Hand über den Platz rennt und dann kollabiert. Nach Spielende äußert Mannschaftskapitän Martin Schock den Verdacht, dass die Ursache für Falkes Verhalten in Shortys Trinkflasche zu suchen ist. Im restlichen Flascheninhalt und in Falkes Urinprobe werden übereinstimmend Amphetamine nachgewiesen. Shorty Timmermann sieht sich insbesondere durch den hitzigen Vereinsschatzmeister Kapock dem Vorwurf des Dopings ausgesetzt. Wulff stellt sich gemeinsam mit Timmermann und Falke in der Sportschau den Fragen von Moderator Werner Zimmer, um den Verdacht des bewussten Dopings in aller Öffentlichkeit zu entkräften. Schließlich gibt der von Gewissensbissen geplagte Sohn von Timmermanns Hauswirtin freimütig gegenüber Falke zu, das Aufputschmittel in der Absicht, der Mannschaft damit zu helfen, heimlich in die Flasche appliziert zu haben. |           |                        |                    |                                                                                            |
| 12 | 12        | Wach auf, Kapitän!     | 12. Jan. 1973      | Ursula Erber, Lilith Ungerer                                                               |
| Neuenbergs altgedienter Mannschaftskapitän und Abwehrspieler Martin Schock zieht sich während des Trainings im ohnehin bereits lädierten Knie zusätzlich einen Meniskusriss zu. Durch die erforderliche Operation droht ihm die Sportinvalidität. Um sich dem Eingriff zu entziehen, flieht Schock unter Schmerzen aus dem Krankenhaus. Harry Wulff und Shorty Timmermann begeben sich auf die Suche nach ihm. Bei Schocks Ehefrau erfährt Wulff, dass sein Spieler eine außereheliche Affäre, dessen Geliebte nach Neuenberg geholt und fast das gesamte angespartes Geld vom Familienkonto abgehoben hat. Wulff klärt die Geliebte, in deren Wohnung er vergeblich Schock anzutreffen hofft, über Schocks private, berufliche und finanzielle Situation auf. Schock hat sein Vermögen für den Kauf eines Bungalows an einen betrügerischen Wohnungsmakler verloren. Die desillusionierte Geliebte gibt daraufhin Schock bekannt, sich von ihm zu trennen. Sein befürchtetes Karriereende bewahrheitet sich für den Mannschaftskapitän nach der Operation, der er sich konsterniert und widerstandslos unterzieht. Schocks Ehefrau hält ungeachtet dieser Krise und seiner Untreue zu ihm. |           |                        |                    |                                                                                            |
| 13 | 13        | Der Sündenbock         | 17. Jan. 1973      | Elisabeth Neumann-Viertel                                                                  |
| Im letzten Ligaspiel der Saison würde dem FC Neuenberg ein Unentschieden gegen den Hamburger SV zum Klassenerhalt genügen, doch liegt der Verein wenige Minuten vor Spielschluss mit 2:3 Toren zurück. Die letzte Chance zum Ausgleich bietet sich durch einen Elfmeter, jedoch versagen Doppeltorschütze Peter Lowitz bei der Ausführung die Nerven und er vergibt. Trainer Wulff versichert der niedergeschlagenen Mannschaft und Vereinspräsident Tügel, für die kommende Saison zur Verfügung zu stehen und den Wiederaufstieg in Angriff zu nehmen. Der Spielervermittler Pernecker streckt bereits seine Fühler nach Lowitz und Torhüter Wolfgang Unger aus. In Vereinsschatzmeister Kapock, der mit dem Verkaufserlös der beiden Spieler die finanzielle Konsolidierung des Vereins anstrebt, findet er einen Unterstützer. Pernecker und Kapock streuen über die Presse zudem das Gerücht, Wulff strebe trotz Treuebekenntnis einen Vereinswechsel an. Präsident Tügel, von Wulffs vermeintlicher Illoyalität tief getroffen, gibt dem Ansinnen Kapocks statt, Wulff als Trainer zu entlassen. Wulff, der von seiner Entlassung per Einschreiben in Kenntnis gesetzt wird, bekommt keine Gelegenheit mehr, die Angelegenheit in einem persönlichen Gespräch mit Tügel klarzustellen. Am Bahnhof verabschieden ihn Shorty Timmermann und der neue Mannschaftskapitän Herbert Falke. Bei der Abfahrt denkt er im Zug wehmütig an die vergangene Zeit zurück. |           |                        |                    |                                                                                            |

## Staffel 2
| Nr. (ges.) | Nr. (St.) | Originaltitel             | Erstausstrahlung D | Gastauftritte (Auswahl)                                                     |
| --- | --------- | ------------------------- | ------------------ | --------------------------------------------------------------------------- |
| 14 | 1         | Ruheloser Ruhestand       | 26. Jan. 1973      | Pierre Franckh                                                              |
| Beim FC Neuenberg weht nach dem Abstieg aus der Bundesliga ein rauher Wind. Grund dafür ist der neue Trainer Max Platzer, dessen harte Trainingsmethoden, respektloser Umgangston und fehlende Dialogbereitschaft der Mannschaft zusetzen. Als Kapitän Herbert Falke die Beschwerden der Mannschaft erfolglos dem Vereinspräsidium vorträgt, zieht er die Konsequenz und kündigt seinen Rücktritt an. Währenddessen steht Harry Wulff in den Niederlanden vor der Frage, was er in Zukunft beruflich unternehmen soll. Er ist zu seiner Familie nach Zandvoort gezogen und nutzt seinen unfreiwilligen Urlaub zu Unternehmungen mit seinen beiden Kindern. Zum Fußball zieht es ihn nach wie vor. Bei einem Testspiel seines vormaligen niederländischen Vereins ist er als unerkannter Stadionbesucher zugegen. Über einen Brief von Shorty Timmermann erfährt er von den Spannungen beim FC Neuenberg. |           |                           |                    |                                                                             |
| 15 | 2         | Zwiebeln aus Holland      | 2. Feb. 1973       | –                                                                           |
| Zum Missfallen von Trainer Platzer gewährt Präsident Tügel wegen des Ausfalls eines Turniers vier trainingsfreie Tage. Shorty Timmermann nutzt die Gelegenheit, um Harry Wulff in den Niederlanden zu besuchen. Bei einer Grachtenfahrt in Amsterdam lässt er durchblicken, dass Platzer wegen der Differenzen mit der Mannschaft und ausbleibender Zuschauer möglicherweise vor der Entlassung steht. Wulff bleibt unverbindlich, ist aber nicht abgeneigt, in diesem Fall einzuspringen. Zurück in Neuenberg überreicht Timmermann der Vereinssekretärin ein Geschenk bestehend aus Tulpenzwiebeln, die ihm Wulff mitgegeben hat. Schatzmeister Kapock zieht daraus seine Schlüsse und wittert eine Intrige Timmermanns gegen Trainer Platzer. Der Streit zwischen Timmermann auf der einen und Kapock und Platzer auf der Gegenseite eskaliert. Timmermann verständigt danach Präsident Tügel darüber, den Verein zu verlassen. |           |                           |                    |                                                                             |
| 16 | 3         | Ein Schloß in Bayern      | 9. Feb. 1973       | Heinz Engelmann, Willy Schultes, Derval de Faria                            |
| Harry Wulff bekommt das Angebot, einen mexikanischen Verein zu trainieren. Die Umstände seiner Entlassung und diejenigen der Trennung Shorty Timmermanns vom FC Neuenberg lassen ihn jedoch zweifeln, ob er sich dem Stress als Trainer nochmals aussetzen soll. Schließlich entscheidet er sich auf Drängen seiner Frau zu einem Ortswechsel in ein ererbtes Landhaus am Ammersee. Wulff erhält eine Anstellung im Großhandelsunternehmen seines Schwiegervaters, bemerkt jedoch rasch, dass ihm diese Tätigkeit nicht liegt. Unterdessen häufen sich die Probleme beim FC Neuenberg. Die Leistungen in den Vorbereitungsspielen auf die neue Saison sind desaströs, die Zuschauer dementsprechend unzufrieden und Interimskapitän Klesinger fällt wegen einer Knieverletzung dauerhaft aus. |           |                           |                    |                                                                             |
| 17 | 4         | Mit Zitronen gehandelt    | 16. Feb. 1973      | Heinz Engelmann, Hans-Jürgen Janza                                          |
| Der Saisonstart in der Regionalliga gerät für den FC Neuenberg zum Fiasko. Präsident Tügel ist nur noch bemüht, die Lage schön zu reden. Einen Fehler durch den Trainerwechsel mag er nicht eingestehen. Herbert Falke, neuerlich zum Mannschaftskapitän berufen, gibt dagegen freimütig in der Sportschau zu, dass er in Trainer Platzer den Verantwortlichen für die Situation sieht. Falke wird vom Präsidium einbestellt und mangels Bereitschaft, sich für seine offene Kritik zu entschuldigen, mit einem Interviewverbot und einer Geldstrafe sanktioniert. – Harry Wulff muss sein Scheitern als Großhändler eingestehen und kündigt seine Stellung. Seine Tochter offenbart ihm, dass sie in einer Frauenfußballmannschaft spielt. Der darüber zunächst wenig erbaute und mit Vorurteilen behaftete Wulff ändert seine Haltung während eines Trainingsbesuchs, bei dem ihn die technischen Fähigkeiten der Spielerinnen überraschen. Er erklärt sich bereit, als zwischenzeitlicher Ersatz für den erkrankten Trainer einzuspringen. |           |                           |                    |                                                                             |
| 18 | 5         | Eins zu Null für Eva      | 23. Feb. 1973      | Ruth Haller, Axel Scholtz                                                   |
| Harry Wulff hilft der Frauenfußballmannschaft des DFC Diana München als Interimstrainer aus. Seine beste Spielerin ist die resolute Eva Krüger, die ihren Lebensunterhalt als Taxifahrerin im Wechsel mit ihrem zwölf Jahre älteren Mann Fritz bestreitet, der eine Vergangenheit als Fußballspieler hat. Dieser äußert sich abfällig zur sportlichen Betätigung seiner Frau, da er den Fußball als reine Männerdomäne betrachtet. Auch Wulff kann ihn nicht überzeugen. Bei einer von Sportreporter Oskar Klose durchgeführten Umfrage, die sich Wulff zu Hause bei einem Besuch von Herbert Falke und dessen Frau gemeinsam mit ihnen und seiner Familie im Fernsehen anschaut, sprechen unter anderen prominente Spielergrößen wie Paul Breitner und Franz Beckenbauer dem Frauenfußball seine Daseinsberechtigung zu, während die Trainer Jupp Derwall und Udo Lattek neben weiteren Befragten insbesondere eine fehlende Attraktivität bemängeln. Der zunächst gleichfalls skeptische Falke ändert seine Meinung, nachdem er sich bei einem weiteren Spiel des DFC Diana München sein eigenes Bild verschaffen kann. Fritz Krüger gibt im Gespräch mit Falkes Frau seinen Widerstand auf, als er erkennt, dass seine Frau Eva nicht nur als Fußballerin, sondern auch als Taxifahrerin eine bisherige Männerdomäne besetzt. |           |                           |                    |                                                                             |
| 19 | 6         | Eisenmax muss weichen     | 2. März 1973       | Elisabeth Neumann-Viertel                                                   |
| Der FC Neuenberg ist am Tiefpunkt angelangt. Zur Halbzeit liegt der Verein im Heimspiel gegen den Tabellenletzten der Regionalliga mit 0:2 zurück. In der Kabine kann in der hitzigen Debatte zwischen Kapitän Falke und Trainer Max Platzer eine handgreifliche Auseinandersetzung im letzten Moment verhindert werden. Platzer suspendiert Falke vom Spielbetrieb, die Mannschaft verliert schließlich mit 0:4. In der nächsten Trainingseinheit ignorien die Spieler angesichts der Ereignisse geschlossen die Anweisungen ihres Trainers. Präsident Tügel lässt sich von Vereinsmäzen Klingenbach überzeugen, nicht die meuternde Mannschaft zu bestrafen, sondern Platzer und den mit diesem verbündeten Schatzmeister Kapock von ihren Aufgaben zu entbinden. Der danach wieder zum Verein zurückgekehrte Shorty Timmermann reist nach München, um Harry Wulff den vakanten Trainerposten anzubieten. Wulff nimmt an und reist schon am nächsten Tag nach Neuenberg. Dort kommt es bei seiner Hauswirtin zur Begegnung mit Platzer, der seinen Vorgänger bzw. Nachfolger noch von einem gemeinsamen Lehrgang kennt. Bei einem Bier debattieren sie über ihre unterschiedlichen Trainerphilosophien. Während Platzer glaubt, nur durch Härte und Kompromisslosigkeit zum Erfolg zu kommen, stehen für Wulff Überzeugungsarbeit und mitdenkende Spieler im Vordergrund. Bereits zu Wulffs Einstand gegen Borussia Neunkirchen spielt die Mannschaft wie ausgewechselt. |           |                           |                    |                                                                             |
| 20 | 7         | Was kannst Du?            | 9. März 1973       | Reinhard Horras, Antje Hagen, Imo Heite                                     |
| Ex-Kapitän Franz Klesinger muss sich nach überstandener Knieoperation mit seiner Sportinvalidität abfinden. Als ehemaliger Führungsspieler erhebt er den Anspruch, auch im weiteren Berufsleben eine leitende Position zu bekleiden. Angebote, wie vor seiner Fußballkarriere wieder als Fahrer zu arbeiten, wertet er als Rückschritt und schlägt sie aus. Die Frage, was ihn außer seinem früheren Kapitänsamt für eine Leitungsaufgabe in ihren Unternehmen qualifiziert, lässt er in Bewerbungsgesprächen bei Präsident Tügel, Vereinsmäzen Klingenbach und Kapitän Falke unbeantwortet. Klesingers Frau bittet Trainer Wulff um Hilfe. Der rät Klesinger aus eigener leidvoller Erfahrung als Großhändler, die Finger von Berufen zu lassen, von denen er nichts versteht. Klesinger verspricht, es sich zu überlegen. |           |                           |                    |                                                                             |
| 21 | 8         | Erbschaft mit zwei Beinen | 16. März 1973      | Barbara Peters, Heinz Schimmelpfennig, Walter Clemens, Siegfried Nürnberger |
| Vereinsmäzen und Bauunternehmer Klingenbach ist bei einem Unfall ums Leben gekommen. Zu Beginn der Saison ermöglichte er finanziell den Verbleib von Leistungsträger Heinz Kudrowski und erwarb hierdurch im Gegenzug die Verfügungsgewalt über den Spieler. Durch seinen Tod entfällt diese auf seine Nichte Franka Klingenbach, die der verwitwete und kinderlose Gönner testamentarisch als Universalerbin eingesetzt hat. Die junge Studentin kann somit bestimmen, für welchen Verein Kudrowski spielen soll. Zugleich versucht Spielermittler Pernecker einmal mehr, Kudrowski einen Vereinswechsel zu einem Bundesligisten schmackhaft zu machen. Kudrowski trifft sich mit Franka Klingenbach, um seine Möglichkeiten auszuloten. Harry Wulff gelingt es, der Erbin die Notwendigkeit des Verbleibs von Kudrowski für den Wiederaufstieg in die Bundesliga zu vermitteln. Durch die überzeugenden Argumente lässt auch Kudrowski seine Wechselabsichten fallen. |           |                           |                    |                                                                             |
| 22 | 9         | Bestechung                | 23. März 1973      | Katja Weigmann, Eric P. Caspar                                              |
| Die Regionalligasaison tritt in ihre Entscheidungsphase. In einem umkämpften Spiel um den zweiten Tabellenplatz wächst Torhüter Klaus Schwab über sich hinaus. Durch einen gehaltenen Elfmeter kurz vor Spielschluss kann sich der FC Neuenberg behaupten. Schwabs Verlobte Renate Thaler arbeitet als Bankangestellte und hat die finanziellen Möglichkeiten ihres Gatten in spe im Blick. Ein dubioser Mann, der sich „Herr Y(psilon)“ nennt und als Interessensvertreter von Geschäftsleuten vorstellt, bietet ihr 40.000 DM an. Sie soll Schwab dazu überreden, im kommenden Pokalspiel gegen einen Bundesligisten mehr Tore zuzulassen, als der FC Neuenberg erzielt. Schwab weist ihr Ansinnen mit Verweis auf den Bundesligaskandal empört zurück. Dies ist auch noch bei einem gemeinsamen informellen Treffen mit „Herrn Y“ der Fall, während sich Schwabs Verlobte Bedenkzeit erbittet. Der Torhüter informiert nach einigem Zögern Harry Wulff. Als dieser bei Renate Thaler vorstellig wird, ist sie bereits im Besitz des Geldes. Wulff und Schwab machen den Bestechungsversuch in der Sportschau unter Vorlage des Geldes öffentlich. Neuenberg verliert die Pokalbegegnung knapp mit 0:1. Als Renate Thaler angesichts dieses Spielausgangs ihrem Verlobten Dummheit beim Verzicht auf das Geld vorwirft, trennt sich Schwab von ihr. |           |                           |                    |                                                                             |
| 23 | 10        | Auf nach Avignon          | 30. März 1973      | Hanni Stadler, Lucien Leduc, Roland Merschel                                |
| Der FC Neuenberg erreicht durch einen Sieg im letzten Ligaspiel als Tabellenzweiter die Aufstiegsrunde zur Bundesliga. Die Planungen für die neue Saison stehen bevor. Dabei rückt eine neuerliche Verpflichtung von Stürmer Peter Lowitz in den Mittelpunkt, der nach dem Abstieg von Neuenberg zu Olympique Marseille gewechselt war, dort jedoch inzwischen auf der Ersatzbank versauert. Harry Wulff und Shorty Timmermann reisen umgehend nach Südfrankreich, um mögliche Konkurrenten auszustechen. Während Wulff bei Marseilles Trainer Leduc vorspricht, erfährt Timmermann, dass Lowitz und seine Frau zu einer Rundreise im eigenen Wagen durch die Provence aufgebrochen sind. Wulff und Timmermann fahren ihnen zunächst nach Saintes-Maries-de-la-Mer nach, wo sie Lowitz bei einem festlichen Umzug in der Menschenmenge ausmachen, jedoch rasch aus den Augen verlieren. In Avignon erfahren sie, dass Spielervermittler Pernecker dem Stürmer ebenfalls auf den Fersen ist. Es beginnt ein Wettlauf zwischen beiden Parteien um Lowitz, den sie auf der Rundreise mehrfach um Haaresbreite verpassen. Schließlich gelingt es Wulff und Timmermann in Le Baux, Pernecker zuvorzukommen und Lowitz die Unterschrift unter einen Vorvertrag abzuringen. |           |                           |                    |                                                                             |
| 24 | 11        | Verhexte Mitsommernacht   | 6. Apr. 1973       | Leif Ahrle, Lars Wiik                                                       |
| In einem dramatischen letzten Spiel der Aufstiegsrunde sichert Torhüter Klaus Schwab durch Abwehr eines von Herbert Falke verursachten Handhelfmeters das für den Aufstieg in die Bundesliga noch nötige Unentschieden. Nach dem Schlusspfiff feiert die Mannschaft ausgelassen ihren Erfolg. Präsident Tügel belohnt die Spieler mit einer mehrtägigen Auslandsreise nach Stockholm. Gegen den Willen ihres Mannes ist daran als einzige weibliche Begleitung auch Falkes attraktive Ehefrau Monika beteiligt, die zu Falkes Missfallen bei der Anfahrt mit dem Schiff die Aufmerksamkeit seiner Mannschaftskameraden auf sich zieht. Gemeinsam beziehen beide ein Quartier bei der schwedischen Gastfamilie Söderberg. Der jüngere Sohn Sven nimmt sich Falkes Frau an und zeigt ihr Schwedens Hauptstadt. Dabei flirten beide miteinander. Die Mannschaft wird von ihren Gastgebern zum Mittsommerfest eingeladen, bei dem Falke, dem die Annäherungsversuche von Sven Söderberg nicht entgangen sind, und seine Frau darüber in Streit geraten. Shorty Timmermann gelingt es, Sven unter einem Vorwand vom Fest wegzulocken. Beim Sonnenaufgang auf einem Berg versöhnt sich Falke mit seiner Frau. |           |                           |                    |                                                                             |
| 25 | 12        | Schwedische Gardinen      | 13. Apr. 1973      | Ewa Strömberg, Karl-Heinz Walther, Imo Heite, Manfred Reddemann             |
| Heinz Kudrowski hat sich in Stockholm Hals über Kopf in die Schwedin Birgit verliebt. Bei einem Besuch des Stockholmer Schärengartens verpassen beide die Abfahrt ihres Ausflugsschiffs und Kudrowski erscheint zum Ärger von Trainer Wulff zu spät bei einem Freundschaftsspiel. Kudrowski entzieht sich weiteren Debatten um diese Disziplinlosigkeit und begibt sich zu Birgit in deren Zuhause. Sie fragt ihn auf den Kopf zu, ob er sich dauerhaft ein Leben mit ihr in Schweden vorstellen könne. Kudrowski zögert ein klares Bekenntnis durch einige Ausflüchte hinaus. Birgit bleibt hartnäckig, doch zunächst reist Kudrowski mit der Mannschaft zurück nach Neuenberg. Beim Freundschaftsspiel gegen die Glasgow Rangers wird Schatzmeister Westernhagen in seinem Wagen Opfer eines bewaffneten Überfalls, bei dem die Täter die Stadioneinnahmen entwenden wollen. Der am Kopf verletzte Westernhagen kann die Flucht der Täter verhindern, indem er das Fluchtfahrzeug rammt. Bei den Tätern handelt es sich um Karl Königsdorfer und Jochen Barner, die zuvor den Einbruch bei Vereinsmäzen Klingenbach geplant hatten und Kumpane von Heinz Kudrowski in dessen krimineller Jugendzeit waren. Hierdurch gerät einmal mehr auch Kudrowski unter Tatverdacht. Dieser hat endgültig genug und verlässt die Mannschaft. Vor dem Vereinshaus wartet Birgit auf ihn und beide brechen zur Fahrt zurück nach Schweden auf.                                         |           |                           |                    |                                                                             |
| 26 | 13        | Die Axt im Walde          | 27. Apr. 1973      | Margot Mahler, Paula Braend, Dieter Wieland                                 |
| Auf der Suche nach Ersatz für Mittelfeldspieler Heinz Kudowski werden Trainer Wulff und Shorty Timmermann im Bayerischen Wald bei einem Kreisligisten fündig. Der bullige Axel Wussow ist ein Naturbursche, wie er im Buche steht und der genau weiß, was er will. Beim ersten Bundesligaspiel zuhause gegen Borussia Mönchengladbach lässt ihn Wulff zunächst noch auf der Bank schmoren. Die Neuenberger zeigen eine dürftige Leistung und liegen in der zweiten Halbzeit mit 0:2 zurück, bevor Wussow endlich zum Zuge kommt. Dieser stellt den Spielverlauf auf den Kopf und erzielt durch wuchtig vorgetragene Angriffe drei Treffer. Wussow scheut sich trotz eines beschränkten Gesangstalents auch nicht, eine Schallplatte aufzunehmen und sich mit dem Ergebnis dem Gespött seiner Mitspieler auszusetzen. Der FC Neuenberg ist endgültig in der Bundesliga angekommen und bestreitet den Saisonhöhepunkt mit dem Heimspiel gegen Bayern München. |           |                           |                    |                                                                             |